# تاریخچه آردا

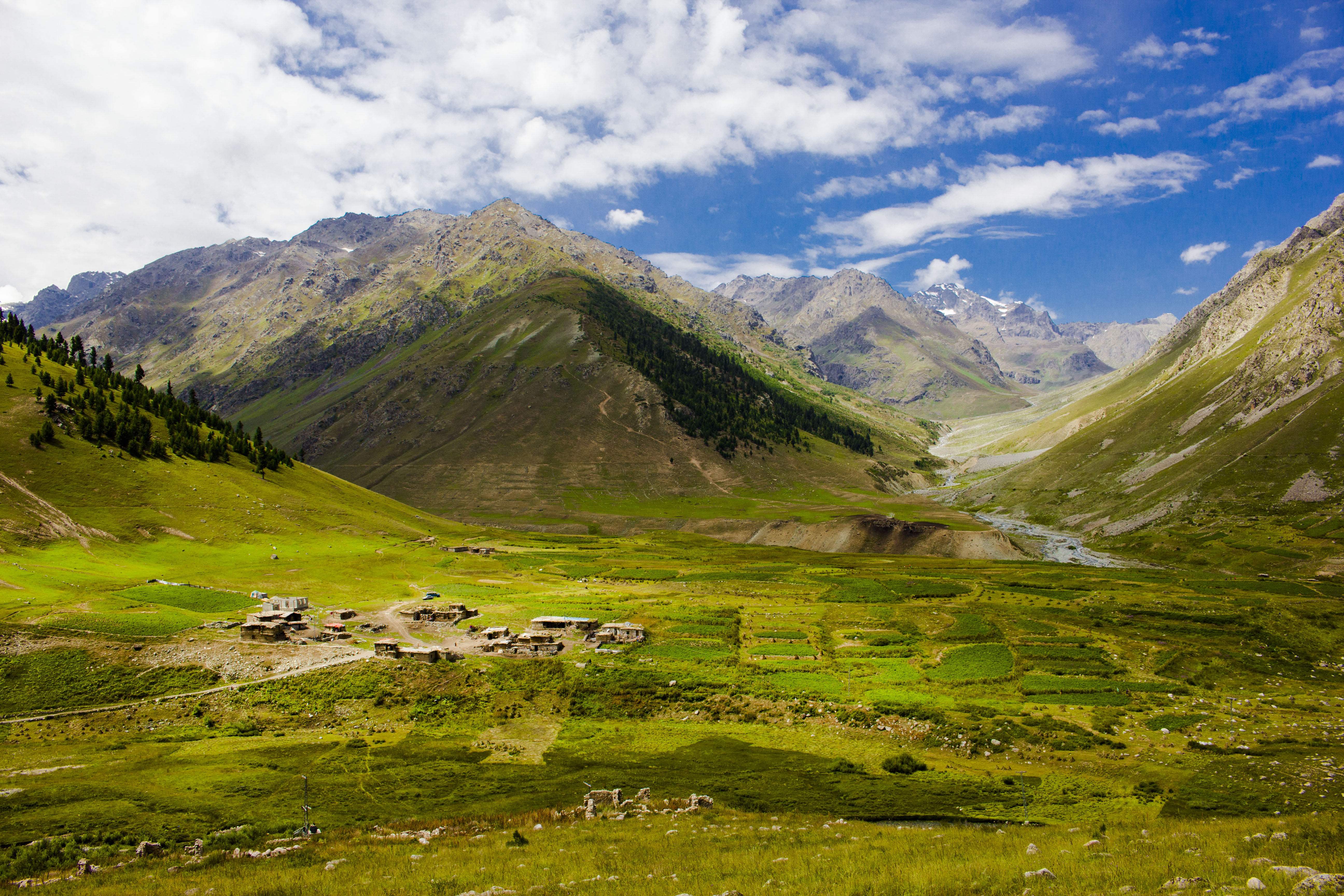
منظور تالکین از آردا همان چیزی است که پل اچ کوچر آن را «زمین سبز و جامد خودمان» می‌نامد، که در کوه‌های بلتستان ، «در دوره‌ای بسیار دور از گذشته» دیده می‌شود.

در رشته‌افسانه‌های تالکین، پیشینهٔ دنیای خیالی از لحظه‌ای آغاز می‌شود که آینور، پس از رویدادهای آفرینشی در آینولینداله و سالیان بسیار کار در سراسر جهان، وارد آردا می‌شود. پیشینه آردا یا تاریخ آردا به سه بخش تقسیم می‌شود: سال‌های خورشید، سال‌های فانوس‌ها و سال‌های درختان. گونهٔ دیگری از تقسیم‌بندی زمان وجود دارد که با تقسیم‌بندی پیشین همپوشانی دارد، به این دوره: سال‌های فرزندان ایلوواتار که با بیداری الف‌ها آغاز می‌شود و خود در سال‌های درختان قرار دارد و تا ۶ سدهٔ نخست سال‌های خورشید ادامه می‌یابد. بیشتر رویدادهای سرزمین میانه در سه سال نخست فرزندان ایلوواتار روی می‌دهد.

## موسیقی آینور
خداوندگار اصلی داستان‌های تالکین، ارو ایلوواتار نام دارد. در آغاز، ایلوواتار روح‌هایی را آفرید و نام آن‌ها را آینور گذاشت. در نظر او برخی از این ارواح با هم خواهر و برادر بودند. ایلوواتار یک موسیقی الهی هم برای آن‌ها ساخت. ملکور که بعدها نیرومندترین آینور شد، هارمونی این موسیقی را به هم ریخت تا جایی که ایلوواتار یک تم دوم و سوم را نیز آفرید که آینور نمی‌توانستند درک کنند. عصارهٔ موسیقی آنها، نمادی از گذشتهٔ همهٔ جهان و فرزندان ایلوواتار شد که قرار بود در این جهان زندگی کنند، انسان‌ها و الف‌ها.
پس از آن ایلوواتار، Eä را آفرید که در لغت به معنی «بودن» است و اشاره به جهان دارد. او جهان را آفرید و آن را در قالب آردا جای داد و زمین در میان یک فضای تهی قرار دارد.
پانزده آینو نخست که به آردا هبوط کردند و نیرومندترین آن‌ها والار نام دارد و آینوهایی که نیروی کمتری دارند ولی با والار همراه شده‌اند مایار نام دارد.

## سال‌های فانوس‌ها
هنگامی که والار وارد آردا شد هنوز بدون زندگی و بدون ویژگی‌های جغرافیایی مشخص بود. شکل نخستین آردا که از سوی والار برگزیده شده بود، قاره‌هایی به صورت متقارن بود که با دو منبع روشنایی یا فانوس به نام‌های ایلوئین و اورمال، روشن می‌شد. والایی به نام آئوله دو ستون بزرگ به شکل کوهستان را در شمال و جنوب قرار داد؛ رینگیل در جنوب و هلکار در شمال. ایلوئین رو به هلکار می‌تابید و اورمال رو به رینگیل. در میانهٔ دو کوهستان نور فانوس‌ها به هم آمیخته می‌شد، والاها در آن منطقه در جزیره ای به نام آلمارن کنار دریاچهٔ بزرگ، ساکن بودند.
این دوره، بهار آردا نام دارد چون دوره ای است که والار جهان را به شکلی که دوست داشتند نظم دادند و کنار دریاچهٔ آلمارن استراحت می‌کنند و ملکور پشت دیوارهای شب پنهان است. در این دوره نخست حیوانات به وجود آمدند سپس جنگل‌ها رویید. در این بهار با بازگشت ملکور به آردا، گسیختگی افتاد و هنگامی که ملکور فانوس‌های والار را از بین برد، بهار به‌طور کامل پایان یافت.
آردا دوباره تاریک شد و تقارن آردا با به هم ریختن نور فانوس‌ها از میان رفت؛ قاره‌های تازه افزوده شد: آمان در غرب و سرزمین میانی در وسط و سرزمین‌های غیرقابل زندگی که بعدهای زمین خورشید نام گرفت در شرق پدید آمد. در محل فانوس شمالی، دریای هلکار و در محل فانوس جنوبی دریای رینگیل پدید آمد. پس از نابودی دو فانوس، سال فانوس‌ها پایان یافت و سال‌های درختان آغاز شد.

## سال‌های درختان
اندکی پس از نابودی دو فانوس و پادشاهی آلمارن، والار سرزمین میانه را ترک کردند و به قارهٔ آمان رسیدند. آن‌ها آنجا پادشاهی دوم شان، والینور را بنا نهادند. یاوانا، دو درخت والینور را آفرید و آن‌ها را تلپریون (درخت نقره ای) و لورلین (درخت طلایی) نامید. این دو درخت آمان را روشن می‌کرد ولی سرزمین میانه در تاریکی رها می‌ماند.
سال‌های درختان به دو دوره تقسیم می‌شود. ده سال نخست که به آن‌ها سال‌های برکت گفته می‌شود، والینور سرشار از آرامش و کامکاری است. در این دوره، مانوه، یاوانا و آئوله به ترتیب عقاب‌ها، انت‌ها، کوتوله‌ها را می‌آفرینند؛ اما آن‌ها را خفته نگه می‌دارند تا بیداری الف‌ها.
در ده سال دوم، که اوج سعادتمندی (نیمروز سعادت) نام دارد در آن واردا ستارگان بالای سرزمین میانی را از نو روشنایی می‌بخشد و برای نخستین بار پس از خاموشی دو فانوس، سرزمین میانه دوباره روشن می‌شود. نخستین دستهٔ الف‌ها در کوئیوینن، در مرکز سرزمین میانه بیدار می‌شوند که این نشانه ای از آغاز دورهٔ نخست فرزندان ایلوواتار است که البته خیلی زود مورد توجه دشمن، ملکور قرار می‌گیرد، کسی که تلاش کرد الف‌ها را به بردگی بگیرد. هنگامی که این موضوع روشن شد، والار و مایار به سرزمین میانه آمدند و در نبرد قدرت‌ها، ملکور را شکست دادند و او را اسیری به والینور بردند. با این رویداد دورهٔ آرامش آردا (دورهٔ صلح آردا) آغاز می‌شود.

## سال‌های خورشید
در داستان‌های جی. آر. آر. تالکین سال‌های خورشید پس از سال‌های فانوس‌ها و درختان، آخرین دورهٔ زمانی بزرگ آردا است. این دوره با نخستین طلوع خورشید آغاز می‌شود که با بازگشت نولدور به سرزمین میانی همراه می‌شود و تا امروز ادامه دارد. سال‌های خورشید با پایان دوره نخست فرزندان ایلوواتار آغاز می‌شود و تا دوره‌های دوم، سوم و بخشی از رویدادهای دورهٔ چهارم ادامه می‌یابد. تالکین پیش‌بینی کرده بود که عصر حاضر با دورهٔ ششم و هفتم همزمان است.

## سال‌های فرزندان ایلواتار

### دوران سوم
دوران سوم در مجموع ۳۰۲۱ سال طول کشید و آغاز آن با نخستین سرنگونی سائورون، همراه بود. در دورهٔ سوم، سائورون از آخرین همپیمانی انسان‌ها و الف‌ها شکست می‌خورد همچنین نومنور سقوط می‌کند و در نهایت جنگ حلقه صورت می‌گیرد که آخرین شکست سائورون است و داستان آن در ارباب حلقه‌ها آمده‌است.
در دوران سوم قلمروهای آرنور و گاندور به قدرت می‌رسند و دوباره سقوط می‌کنند. آرنور به سه قسمت، سه پادشاهی تقسیم می‌شود که آن‌ها یکی یکی سقوط می‌کنند. در این میان گاندور هم دچار مشکلاتی است مانند درگیری داخلی، طاعون، جنگ با قبیلهٔ ارابه سواران و جنگ با دزدان دریایی. در این دوره است که نسل شاهان گاندور پایان می‌یابد و فرمانداران محلی، حاکمیت را در دست می‌گیرند. در این میان نسل ایسیلدور (تکاوران شمال) از پادشاهی سرنگون شدهٔ آرنور در سرزمین میانی سرگردان است و تنها از سوی الروند در ریوندل به آن‌ها کمک می‌شود. وارثان اصلی حکومت در این دوران زنده می‌مانند.